# ماركوس كولينز
ماركوس كولينز (بالإنجليزية: Marcus Collins)‏ هو مغن مؤلف بريطاني، ولد في 15 مايو 1988 في ليفربول في المملكة المتحدة.

## وصلات خارجية
- الموقع الرسمي
- ماركوس كولينز على موقع IMDb (الإنجليزية)
- ماركوس كولينز على موقع ميوزك برينز (الإنجليزية)
- ماركوس كولينز على موقع إن إن دي بي (الإنجليزية)
- ماركوس كولينز على موقع ديسكوغز (الإنجليزية)
- ماركوس كولينز على موقع قاعدة بيانات الفيلم (الإنجليزية)